# Janez Zavrl
Janez Zavrl, slovenski nogometaš, * 25. december 1982, Ljubljana.
Zavrl je v SK Brann prestopil leta 2006 iz slovenskega prvoligaša NK Domžale. Norveški klub se je avgusta istega leta odločil, da z njim ne bo podaljšal pogodbe, zaradi česar se je oktobra Janez vrnil v Slovenijo. Za Brann je nastopil na sedmih tekmah norveške prve lige in na treh tekmah Pokala UEFA.